# Opération Mexique sûr
L'opération Mexique sûr (Operativo México Seguro) est une opération policière et militaire lancée en juin 2005 par le président Vicente Fox (PAN) afin de mettre un terme aux violences à Nuevo Laredo, dans l'État frontalier du Tamaulipas, provoquée en grande partie par l'affrontement entre cartels de la drogue. 
Selon la présidence, le plan visait à « combattre le crime organisé et garantir la sécurité des populations qui ont été victimes de violences résultant des conflits entre bandes de délinquants » ,. Un mois auparavant le gouvernement avait annoncé un plan d'attaques contre le cartel de Sinaloa dirigé par Joaquín Guzmán .
Cette opération a été vivement critiquée en raison de ses maigres résultats et des violations afférentes des droits de l'homme ,. Le député du Parti révolutionnaire institutionnel (PRI), José Antonio Ramírez Guzmán, déclara en 2007 que là où l'Opération Mexique sûr avait été mise en œuvre, le nombre de délits et crimes augmentait.
En décembre 2006, le successeur de Fox, Felipe Calderon (PAN), annonçait l'opération Conjunto Michoacán, approfondissant la militarisation du conflit contre les narcotrafiquants.
En octobre 2010, le commandant de la VIe région militaire du Mexique, René Carlos Aguilar Páez, annonçait que l'opération Mexique sûr était toujours en œuvre, malgré les ouragans Karl et Matthew . 